# Velliza
Velliza es un municipio y localidad española de la provincia de Valladolid, en la comunidad autónoma de Castilla y León. El término municipal tiene una población de 121 habitantes (INE 2024).

## Geografía
Velliza se instala sobre un pequeño teso que domina la cercana vega del arroyo de las Regueras, pues el pueblo se localiza en la intersección de algunos de los pequeños valles que de forma pronunciada bajan de las cuestas próximas. Todos sus entornos paisajísticos son de los más bellos y acogedores de esta parte de los montes Torozos. Se encuentra entre los términos municipales de Geria, Velilla, Villán de Tordesillas y Matilla de los Caños.

## Historia
Si bien, desde los primeros años posteriores a la conquista islámica, la monarquía asturiana reaccionó contra el nuevo poder islámico, no fue hasta las acciones bélicas de Alfonso I cuando el intento de recuperar el terreno usurpado por los musulmanes adquirió cierta importancia. Aún debieron transcurrir bastantes años para que, llegados los últimos decenios del siglo IX, Alfonso III impulsara la creación de un sistema defensivo cristiano que afianzara los territorios que se iban recuperando con la construcción en los mismos, a lo largo de diversas fases, de castillos, castros y otros tipos de fortificaciones. 
Alfonso III, tras las victorias cristianas en los campos de batalla, logra dominar el valle del Duero y tras ello busca el afianzamiento de dicha dominación con la construcción de fortalezas, de mayor o menor tamaño, y distinta forma, a lo largo del lado derecho del río Duero. Dentro de esa actividad se enmarca la labor de reconstrucción y engrandecimiento de los recintos militares preexistentes en Simancas y Dueñas. 

Como zona de reconquista que es, y dónde se sitúa, no sería aventurado pensar que pocos años antes o después de la Batalla de Simancas (6 de agosto del año 939) se crearon estos pueblos (o bien pasaron a manos cristianas asentamientos, ya preexistentes, de origen visigótico o islámico) del entorno de Tordesillas, como Velilla (la villa pequeña), Velliza (la villa más pequeña, o, en otra acepción del diminutivo, el pequeño mirador o vela: Veliça. En el Becerro de las Behetrías de 1350, Velliza figura con el nombre de VELIÇA, siendo la pronunciación LL una simple consecuencia del hablar leonés de los habitantes de la misma que tendían a pronunciar las “L” como “LL”. El mirador que existe en la cuesta de Santiago permite ver las montañas de La mujer Muerta, en Segovia, con total nitidez; toda la tierra de pinares; Tordesillas al completo; las torres de Serrada o Pozaldez; el contorno de Portillo etc), Villán (villahán o pequeño conjunto de casas) etc, como único método para afianzar el territorio y fijarlo con población cristiana para evitar que fuera recuperado por los musulmanes. 
Dos datos apoyan esta teoría:

1º) Velilla, Velliza o Villavieja fueron creados (o simplemente reforzados a nivel material y humano) en lo alto de una colina, como sistema defensivo que facilitara su protección frente ataques externos, y los tres contaron con castillo (en el caso de Velliza, incluso en la actualidad se denomina “castillo” a la iglesia, ya que ocupa la ubicación donde se situó el viejo castillo) de planta ovalada. Esa forma defensiva de construcción es la típica desplegada por el Reino de León a finales del siglo IX, buscando lugares con difícil acceso, como defensa, y con amplia visibilidad de la llanura. Las edificaciones en alto buscaban protegerse de eventuales ataques musulmanes y crear puntos fuertes desde donde continuar la reconquista hacia las tierras allende del Duero. Dicho lo cual, debe observarse que está demostrado que ya hubo asentamientos anteriores en la zona, como el poblado visigodo de Simancas, o el de Gérticos (Wamba). La existencia de nombres como Geria (cuyas raíces pueden ser visigodas con significado de flecha o puñal, o incluso árabes. Al-Geria en la actualidad es el nombre árabe de Argelia, y significa LA ISLA –como la que está situada en el término de Geria, en la confluencia de los ríos Duero y Pisuerga-); el poblado de Alkamin (claro nombre árabe, situado entre Velilla y Velliza, y que se abandonó en el siglo XVI); o la mención que hace el Itinerario Antonino a la calzada romana que pasaba por los actuales términos de Zamora, Toro, Tiedra, Mota, Torrelobatón, Velliza, Geria y Simancas; abren la puerta a la posibilidad de considerar la idea de que alguno de estos pueblos, reconquistados por los cristianos, hunden sus orígenes históricos en asentamientos anteriores al año 939, aunque estuvieran sin fortificar.

2º) Apoya también la idea de que Velliza, y otros pueblos limítrofes, se crearon (o retomaron su pulso cristiano) durante los años inmediatos a la batalla de Simancas, los siguientes datos: Los Libros de Copias de Patronato, del Archivo de Simancas, citan que “las huestes de Ramiro II de León, unidas a las de Navarra y Castilla, desbarataron las del califa Abderraman III que, en una algarada extraordinaria, llamada del poder supremo, se proponía acabar con los pequeños estados del norte. Esta memorable victoria se atribuyó a la milagrosa intervención de Santiago y San Millán, que la leyenda dicen haber peleado a caballo en el campo cristiano, favor que fue correspondido con donaciones a la iglesia de Santiago y con el establecimiento del voto de San Millán por el Conde Fernán González”. No debemos olvidar que la cuesta que se sitúa junto a Velliza es la de Santiago, y la advocación de Velliza es la de San Millán. Demasiadas coincidencias para ser una casualidad.

Velliza fue en sus orígenes propiedad del rey de León. Ello se debe a que fue el rey quién se encargó de organizar la repoblación, de esta parte del territorio al menos, colocando en el centro de cada concreta área a un representante de su autoridad administrativa, judicial y militar. En el caso que nos ocupa, el centro del área estaba en Tordesillas, y el término del mismo ocupaba e incluía los términos de más de 10 pueblos de los alrededores, entre los que se incluía Velliza.
Estaba enclavada en el término de Tordesillas y perteneció a ella hasta 1270, cuando Alfonso X la otorgó a un caballero de su confianza llamado García Martínez (creo que este García Martínez fue el deán de la iglesia de Cartagena de 1270 a 1279). La incorporación o pérdida de aldeas, por estar en tierras de realengo, correspondía exclusivamente al rey o a la reina. En el mencionado año de 1270, Alfonso X concede al concejo de Tordesillas, las aldeas de Villalar, Vega de Valdetronco, Villamarciel y Villán a cambio de Velliza, por ser ésta mucho más rica y que fue concedida al mencionado García Martínez. La pérdida de esta parte del término debió causar malestar en la villa, ya que también pidió, y consiguió, otras prebendas al rey por el menoscabo sufrido ante dicha pérdida.

Posteriormente, perteneció a Gutierre Gómez Quixada. (Dato extraído del Libro de las Behetrías de 1350. Libro mandado hacer por el rey para la exacción de impuestos, contenía los nombres de todos los pueblos y aldeas bajo su influencia.)(La familia Quijada fue tan importante que, entre otros títulos, fueron señores de Villagarcía, Condes de Peñaflor, Señores de Villanueva de los Caballeros, Condes de Fuensaldaña, Marqueses de Vallehermoso etc. Era familia tan noble que “hasta el mismo Quijote se vanagloriaba de descender de ella, vía paterna”).
En 1370 era la señora del lugar Aldonza Quijada, hija de Gutierre González Quixada, viuda de Juan González de Bazán (del linaje leonés de los Bazán -aunque tomaron el nombre del Valle Navarro de Baztán-). Tuvieron una hija, Juana González de Bazán. Esta casó con Pedro Suárez de Quiñones (parece ser que Velliza había sido vendida a Pedro Díez de Sandoval con sus vasallos y jurisdicción, y que Pedro Suárez de Quiñones le volvió a comprar la villa). Muertos Juana González de Bazán y Pedro Suárez de Quiñones sin sucesión, el señorío pasó a su sobrino Diego Fernández de Quiñones.

Fue a partir de 1409 (1402 según otras fuentes), cuando pasó a estar en manos de la familia Quiñones. Mencía de Quiñones; hija de Diego Fernández de Quiñones, merino mayor de Asturias y señor de la casa de Quiñones y estado de Luna; contrajo matrimonio con Pedro González de Bazán (lo habitual entre los nobles era casarse entre ellos, por ese motivo volvemos a encontrarnos con el apellido Bazán).

Juan de Bazán, segundo vizconde de Palacios y señor de La Bañeza, es hijo de Mencía de Quiñones. Casó con María Zapata, dama de la reina Isabel I de Castilla, que murió en 1498. Tuvieron un hijo, Pedro de Bazán, que casó con Juana de Ulloa, hija de los señores de la Mota (la actual Mota del Marqués). Juan de Ulloa, alcalde de Toro, compró las rentas (los derechos sobre los impuestos que la villa debía de pagar año tras año) de la villa de Velliza al Conde Luna.

En el año 1535 Claudio Fernández Vigil de Quiñones, conde de Luna, vendió la villa a Francisco de los Cobos (1477-1547), secretario personal del Emperador Carlos I y dueño de las concesiones de las minas de plata del Perú. Quizás a ello se debe que las joyas de la iglesia de Velliza sean de plata, y la mayoría de inicios del siglo XVI). Cuando él ya contaba cuarenta años y su futura esposa tan sólo catorce, contrajo matrimonio con su prima María de Mendoza y Sarmiento. Su hijo Diego de los Cobos y Mendoza fue el primer marqués de Camarasa, señores de Velliza hasta nuestros días, título que por descendencia se encuentra en la actualidad en posesión de la Duquesa de Feria (Victoria Eugenia Fernández de Córdoba y Fernández de Henestrosa, mujer del duque de Medinaceli, Rafael de Medina y Vilallonga).

Hacia mediados del siglo XIX, el lugar tenía contabilizada una población de 744 habitantes. La localidad aparece descrita en el decimoquinto volumen del Diccionario geográfico-estadístico-histórico de España y sus posesiones de Ultramar de Pascual Madoz de la siguiente manera:

VELLIZA: l. con ayunt. en la prov., aud. terr., c. g. y dióc. de Valladolid (5 leg.), part. jud. de Mota del Marqués (1). sit. en la pendiente de un cerro con buena ventilacion y clima sano. Tiene 240 casas; la consistorial; escuela de instruccion primaria dotada con 3,000 rs.; una igl. parr. (San Millan) servida por un cura y un beneficiado. Confina el térm. con los de San Miguel del Pino, Pedroso, Matilla de los Caños, Velilla y Torrelobaton; dentro de él se encuentran 2 ermitas (El Humilladero y Ntra. Sra. de los Perales). El terreno, quebrado en lo general y abundante de aguas, es de buena calidad. caminos: los que dirigen á los pueblos limítrofes. correo: se recibe y despacha en la cab. de part. prod.: trigo, centeno, cebada, algunas legumbres y vino de mala calidad; se cria algo de ganado lanar y las caballerias necesarias para la agricultura. ind.: la arrieria y panaderia. comercio: esportacion del sobrante de frutos é importacion de los art. que faltan. pobl.: 186 vec., 744 alm. cap. prod.: 1.361,100 rs. imp.: 136,110.
(Madoz, 1849, p. 656)

## Demografía
Cuenta con una población de 121 habitantes (INE 2024).
| Gráfica de evolución demográfica de Velliza entre 1842 y 2021                                                         |
| |
| Población de derecho según los censos de población del INE. Población de hecho según los censos de población del INE. |

| 165                                                              | 161 | 169 | 149 | 114 | 122 | 106 | 108 | 108 | 118 | 119 |
| (Fuente: https://www.ine.es/jaxiT3/Datos.htm?t=2904#!tabs-tabla) |     |     |     |     |     |     |     |     |     |     |

| 1900 | 1910 | 1920 | 1930 | 1940 | 1950 | 1960 | 1970 | 1981 | 1991 |
| 928  | 822  | 662  | 675  | 642  | 643  | 584  | 303  | 231  | 165  |

## Economía
| 2020                                    | TotalAfiliados          | Variación                  | Variación   | Variación      | Variación |
| 2020                                    | TotalAfiliados          | Mensual                    | Mensual     | Anual          | Anual     |
| 2020                                    | TotalAfiliados          | Absoluta                   | Relativa    | Absoluta       | Relativa  |
| Total                                   | 20                      | 0                          | 0 %         | +6             | 42.86 %   |
| REGIMEN:                                |                         |                            |             |                |           |
| GENERAL                                 | 5                       | 0                          | 0 %         | +5             | 100.00 %  |
| AUTONOMOS                               | 15                      | 0                          | 0 %         | +1             | 7.14 %    |
| AGRARIO                                 | 0                       | 0                          | 0 %         | 0              | 0 %       |
| HOGAR                                   | 0                       | 0                          | 0 %         | 0              | 0 %       |
| MAR                                     | 0                       | 0                          | 0 %         | 0              | 0 %       |
| CARBON                                  | 0                       | 0                          | 0 %         | 0              | 0 %       |
| Evolución de la Renta Media en Velliza  |                         |                            |             |                |           |
| Año                                     | Renta Bruta             | Var                        | Renta Dispo | Var            |           |
| 2018                                    | 20.337€                 | 1.323€ (6,51%)             | 17.784€     | 1.267€ (7,12%) |           |
| 2017                                    | 19.014€                 | -255€ (-1,34%)             | 16.517€     | -276€ (-1,67%) |           |
| 2016                                    | 19.269€                 | -793€ (-4,12%)             | 16.793€     | -561€ (-3,34%) |           |
| 2015                                    | 20.062€                 | 998€ (4,97%)               | 17.354€     | 1.066€ (6,14%) |           |
| 2014                                    | 19.064€                 | -403€ (-2,11%)             | 16.288€     | -210€ (-1,29%) |           |
| 2013                                    | 19.467€                 | 0€ (0,00%)                 | 16.498€     | 0€ (0,00%)     |           |
| Evolución del Paro Velliza (Valladolid) |                         |                            |             |                |           |
| Fecha                                   | Tasa de Paro Registrado | N.º de parados registrados | Población   |                |           |
| Septiembre 2020                         | 7,30%                   | 3                          | 118         |                |           |
| 2019                                    | 9,81%                   | 4                          | 118         |                |           |
| 2018                                    | 17,27%                  | 7                          | 108         |                |           |
| 2017                                    | 15,85%                  | 6                          | 108         |                |           |
| 2016                                    | 10,42%                  | 4                          | 106         |                |           |
| 2015                                    | 14,78%                  | 7                          | 122         |                |           |
| 2014                                    | 15,94%                  | 7                          | 114         |                |           |
| 2013                                    | 20,86%                  | 9                          | 109         |                |           |
| 2012                                    | 26,15%                  | 12                         | 114         |                |           |
| 2011                                    | 12,57%                  | 6                          | 117         |                |           |
| 2010                                    | 3,95%                   | 2                          | 124         |                |           |
| 2009                                    | 13,45%                  | 7                          | 130         |                |           |
| 2008                                    | 9,26%                   | 5                          | 134         |                |           |
| 2007                                    | 1,98%                   | 1                          | 136         |                |           |
| 2006                                    | 7,15%                   | 4                          | 134         |                |           |

| Evolución Deuda en Velliza (Valladolid) \| Fecha \| Deuda per cápita \| Deuda per cápita \| Deuda Total (m.€) \| Población \| \| ----- \| ---------------- \| ---------------- \| ----------------- \| --------- \| \| 2019 \| 0€ \| \| 0 \| 118 \| \| 2018 \| 0€ \| \| 0 \| 108 \| \| 2017 \| 0€ \| \| 0 \| 108 \| \| 2016 \| 0€ \| \| 0 \| 106 \| \| 2015 \| 0€ \| \| 0 \| 122 \| \| 2014 \| 0€ \| \| 0 \| 114 \| \| 2013 \| 0€ \| \| 0 \| 109 \| \| 2012 \| 0€ \| \| 0 \| 114 \| \| 2011 \| 0€ \| \| 0 \| 117 \| \| 2010 \| 226€ \| \| 28 \| 124 \| \| 2009 \| 162€ \| \| 21 \| 130 \| \| 2008 \| 90€ \| \| 12 \| 134 \| |                  |                  |                   |           |
| Fecha | Deuda per cápita | Deuda per cápita | Deuda Total (m.€) | Población |
| 2019 | 0€               |                  | 0                 | 118       |
| 2018 | 0€               |                  | 0                 | 108       |
| 2017 | 0€               |                  | 0                 | 108       |
| 2016 | 0€               |                  | 0                 | 106       |
| 2015 | 0€               |                  | 0                 | 122       |
| 2014 | 0€               |                  | 0                 | 114       |
| 2013 | 0€               |                  | 0                 | 109       |
| 2012 | 0€               |                  | 0                 | 114       |
| 2011 | 0€               |                  | 0                 | 117       |
| 2010 | 226€             |                  | 28                | 124       |
| 2009 | 162€             |                  | 21                | 130       |
| 2008 | 90€              |                  | 12                | 134       |

Fuente: Datosmacro.com

## Monumentos y lugares de interés
- Iglesia de San Millán: dominando el casco urbano de la villa, pues se instala sobre una pequeña loma, se localiza la iglesia parroquial de San Millán de Velliza. Soberbio edificio de piedra de sillería de tres naves construido entre los siglos XVI y XVIII. Las naves están separadas por pilares de sección cruciforme y se cubren; la central, con cañón con lunetos y las laterales, con bóvedas de arista, todas de ladrillo y decoradas con yeserías de formas quebradas y labores vegetales resaltadas. La capilla mayor tiene una planta poligonal con cinco lienzos de muro y se cubre con una bóveda de crucería de nervios planos. El retablo mayor, del primer cuarto del siglo XVII, es un retablo de pintura que tiene dos cuerpos, tres calles, dos entrecalles y ático, con superposición de órdenes toscano y corintio. El ático es una caja rematada con un frontón, con aletones laterales decorados con puntas de diamante y flanqueados por bolas. Los frisos del cuerpo superior se decoran con roleos vegetales.
- Ermita de Nuestra Señora de los Perales.
- Ermita del Cristo del Humilladero.

## Fiestas patronales
- Festividad del Corpus Christi.
- Festividad de Nuestra Señora de los Perales, 8 de septiembre, patrona del municipio, fecha que se la procesiona.

## Curiosidades

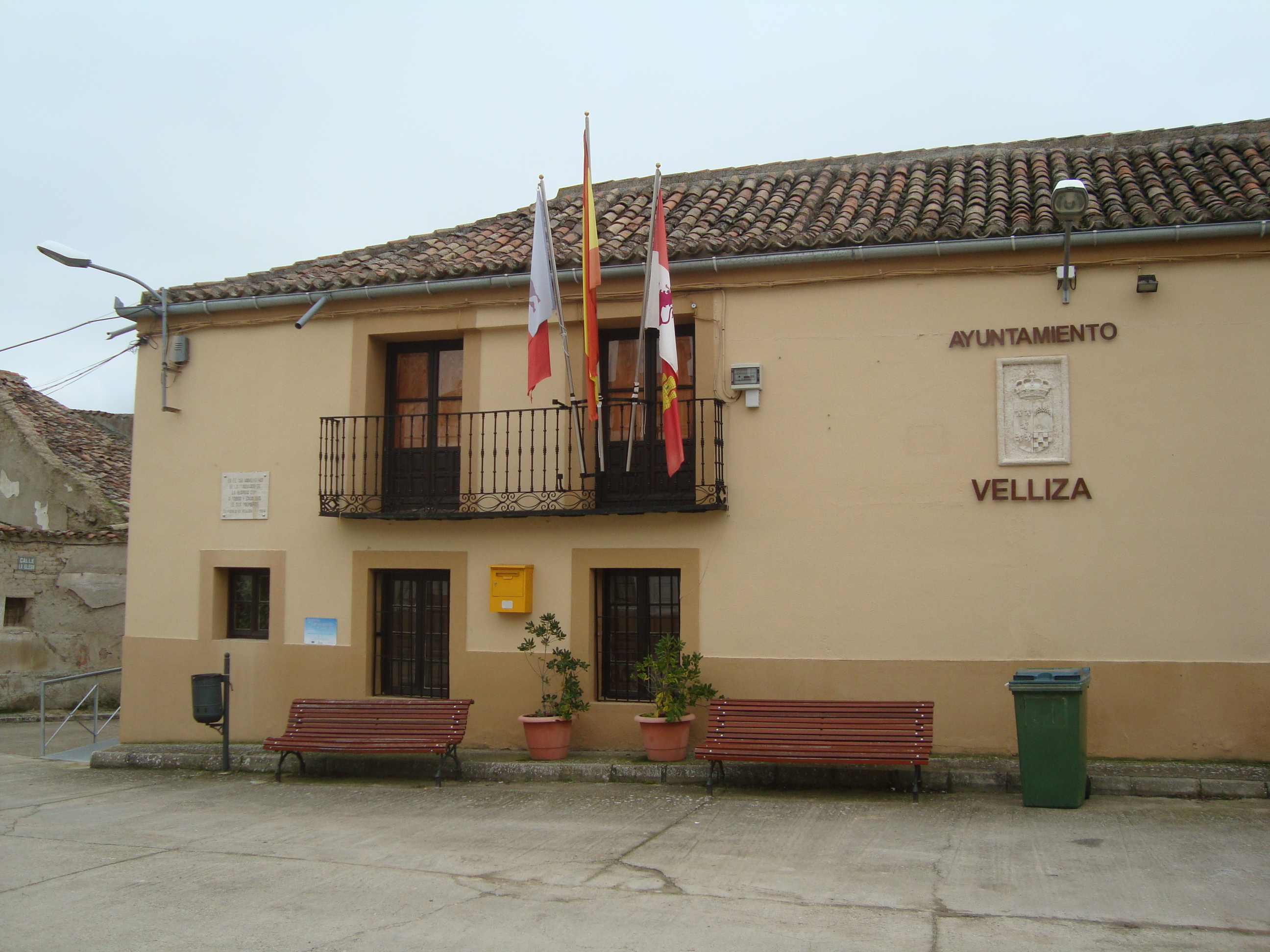
Casa consistorial

La banda vallisoletana Celtas Cortos tiene dedicada una plaza en el municipio desde 1998; Alberto García, violinista del grupo, tiene ascendencia en esta localidad. El videoclip de su tema «Salieron las estrellas», de su disco Contratiempos, está grabado en una gran parte en este municipio.